# Цветът от космоса
Цветът от космоса (на английски: The Colour Out of Space) е разказ, написан от Хауърд Лъвкрафт през месец март 1927 година и публикуван от списание „Amazing Stories“ през същата година.
Събитията, описани в разказа, макар и от друго естество, силно напомнят радиоактивно замърсяване, подобно на последствията от Чернобилската авария например.
В България разказът е публикуван през 1991, като част от сборника „Дебнещият страх“ на издателство Орфия.

## Сюжет
Внимание:  Текстът по-долу разкрива сюжета на произведението (или части от него)!
Сюжетът разказва за семейство, живеещо в Нова Англия, в чиято градина пада странен метеорит, който се смалява и попива в почвата. След време всички растения в градината започват да добиват плод, който горчи, и придобиват неземни цветове. Всичко това кара и животните да мутират по странен и зловещ начин. В крайна сметка нещо зло започва да задушава къщата, в чиято градина пада метеоритът, както и нейните обитатели.